# Ryszard Gibuła
Ryszard Stanisław Gibuła (ur. 1 lipca 1956 w Wałbrzychu) – polski polityk, przedsiębiorca, senator III i IV kadencji.

## Życiorys
Ukończył w 1981 studia na Wydziale Automatyki Politechniki Wrocławskiej, w 2001 uzyskał stopień doktora nauk ekonomicznych.
Od 1971 pracował na różnych stanowiskach w przemyśle i administracji. W latach 1988–1990 był radnym rady narodowej w Wałbrzychu. Od 1988 kierował prywatną spółką akcyjną. Pełnił funkcję senatora III i IV kadencji wybranego z ramienia Sojuszu Lewicy Demokratycznej w województwie wałbrzyskim. Od 2001 do 2006 był prezesem Legnickiej Specjalnej Strefy Ekonomicznej. Objął później funkcję prezesa w Walcowni Metali Nieżelaznych.
Zasiadał we władzach krajowych Stowarzyszenia „Ordynacka”.
W 2005 otrzymał Srebrny Krzyż Zasługi.